# Albert Volkart

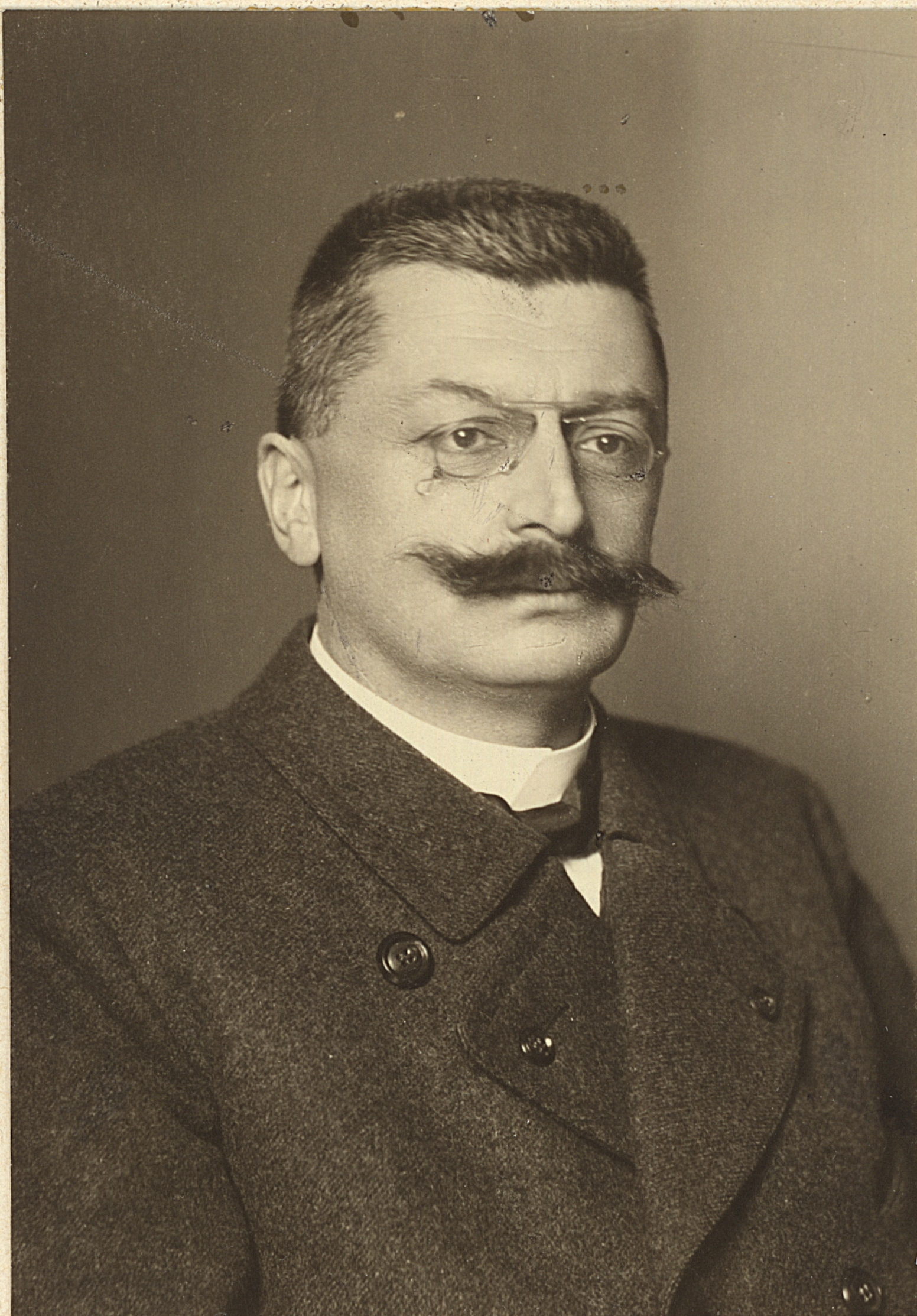
Albert Volkart

Albert Volkart (* 22. April 1873 in Hombrechtikon, Schweiz; † 3. August 1951 in Männedorf) war ein Schweizer Pflanzenbauwissenschaftler. Er lehrte von 1925 bis 1943 an der Eidgenössischen Technischen Hochschule in Zürich.

## Leben und Wirken
Albert Volkart, Sohn eines Landarztes, nahm von 1889 bis 1891 an einem landwirtschaftlichen Lehrkurs teil und studierte dann an der Abteilung für Landwirtschaft der ETH Zürich. Nach der Diplomprüfung wurde er Mitarbeiter in der von Friedrich Gottlieb Stebler geleiteten Schweizerischen Samen-Kontrollstation. Hier beschäftigte er sich überwiegend mit Problemen der Saatgutkontrolle. Seine Abhandlung „Untersuchungen über den Parasitismus der Peticularisarten“, mit der er 1899 an der ETH Zürich zum Dr. phil. promoviert wurde, brachte ihn in enge Berührung mit Fragen der Pflanzenphysiologie.
Da in der von Friedrich Gottlieb Stebler geleiteten Kontrollstation zunehmend Probleme des alpinen Futterbaus bearbeitet wurden, widmete sich Volkart nach seiner Promotion überwiegend diesem Arbeitsgebiet. Er war Mitarbeiter und Mitherausgeber der letzten Auflagen des vierbändigen Werkes von Friedrich Gottlieb Stebler „Die besten Futterpflanzen“ (1908 und 1913). Intensiv engagierte sich Volkart in landwirtschaftlichen Fachorganisationen, u. a. in der Pflanzenbau-Kommission des Schweizerischen Landwirtschaftlichen Vereins, in der Arbeitsgemeinschaft zur Förderung des Futterbaus und in der Gesellschaft der Schweizerischen Landwirte.
1917 übernahm Volkart als Nachfolger von Friedrich Gottlieb Stebler die Leitung der Schweizerischen Samen-Kontrollstation, die er 1920 mit der Schweizerischen Agrikulturchemischen Untersuchungsstation zur Eidgenössischen Landwirtschaftlichen Versuchsanstalt zusammenführte. Fortan beschäftigte er sich  auch mit Fragen der Pflanzenernährung sowie mit der Kontrolle von Dünge- und Futtermitteln.
Von 1925 bis 1943 war Volkart ordentlicher Professor für Pflanzenbau an der ETH Zürich, blieb aber bis 1929 gleichzeitig noch Leiter der Eidgenössischen Landwirtschaftlichen Versuchsanstalt. Als Hochschullehrer bearbeitete er zahlreiche aus der landwirtschaftlichen Praxis an ihn herangetragene Fragen, vor allem Probleme der Unkrautbekämpfung, der Bodenbearbeitung und der Sortenwahl. Seine Forschungsergebnisse veröffentlichte er überwiegend im „Schweizerischen Landwirtschaftlichen Jahrbuch“ und in den „Schweizerischen Landwirtschaftlichen Monatsheften“. Durch sein richtungweisendes Wirken hat er den Pflanzenbau in der Schweiz nachhaltig gefördert. Volkart war Ehrenmitglied der „Gesellschaft Schweizerischer Landwirte“.

## Schriften
- Untersuchungen über den Parasitismus der Peducilarisarten. Diss. phil. ETH Zürich 1899.
- Friedrich Gottlieb Stebler: Die besten Futterpflanzen. Vierteiliges schweizerisches Wiesenpflanzenwerk, teilweise in Zusammenarbeit mit Carl Schröter und Albert Volkart. Verlag K. J. Wyss, Bern 1883–1913, mehrere Auflagen. – Volkart war Mitarbeiter und Mitherausgeber von Teil 1 (4. Aufl. 1913) und von Teil 2 (3.   Aufl. 1908).